# 3636 Pajdušáková
3636 Pajdušáková este un asteroid din centura principală, descoperit pe 17 octombrie 1982 de Antonín Mrkos.